# Frederick McEvoy
Frederick Joseph McEvoy (St. Kilda, 12 febbraio 1907 – Marocco, 7 novembre 1951) è stato un bobbista e attore britannico, nato in Australia.

## Biografia
Soprannominato Suicide Freddie nato in Australia studiò nella scuola gesuita di Stonyhurst. Ai IV Giochi olimpici invernali (edizione disputatasi nel 1936 a Garmisch-Partenkirchen, Germania) vinse la medaglia di bronzo nel Bob a 4 con i connazionali James Cardno, Guy Dugdale e Charles Patrick Green partecipando per l'Inghilterra, le altre posizioni furono occupate dalle due nazionali svizzere.
Il tempo totalizzato fu di 5:23,41 poco più di un secondo rispetto ai britannici con 5:22,73 (mentre l'altra nazionale svizzera percorse il tragitto in 5:19,85).
Ai mondiali vinse 3 medaglie d'oro e due d'argento:
- 1937, 2 ori, bob a due con Byran Black e bob a quattro con David Looker, Charles Green e Byran Black
- 1938, oro nel bob a quattro con David Looker, Charles Green e Chris MacKintosh, argento nel bob a due con Charles Green
- 1939 argento nel bob a due

### Cinema
Ha recitato in ruoli secondari nel film Il canto del deserto di Robert Florey e nel musical Thank Your Lucky Stars di David Butler, entrambi del 1943.